# Tragulus williamsoni
El ciervo ratón de Williamson (Tragulus williamsoni) es una especie de mamífero artiodáctilo perteneciente a la familia Tragulidae que habita en Tailandia. La especie fue descrita a partir de un ejemplar hallado en Tailandia, siéndole asignado el nivel de especie a causa de su gran tamaño; previamente se clasificaba como una subespecie de Tragulus kanchil.